# Dambach (Francia)
Dambach è un comune francese di 796 abitanti situato nel dipartimento del Basso Reno nella regione del Grand Est.

## Storia
Sono presenti sul suo territorio le rovine di un forte di epoca romana appartenente al sistema difensivo del limes germanico-retico.

## Società

### Evoluzione demografica
Abitanti censiti